# Реостатне гальмування

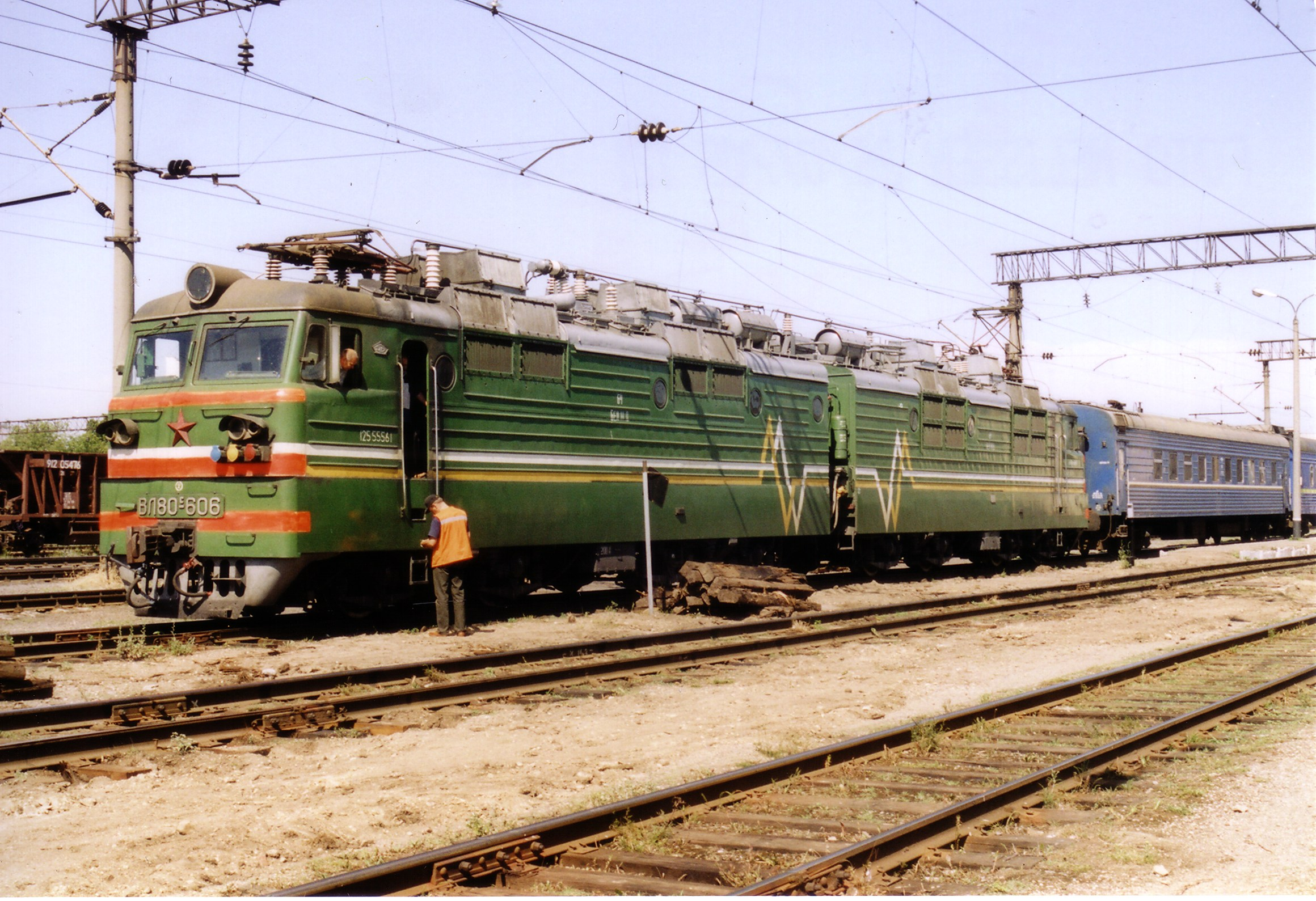
ВЛ80^{с}, обладнаний реостатним гальмом

Реоста́тне гальмува́ння (реостатне гальмо) — вид електричного гальмування, під час якого електроенергія, вироблена тяговими електродвигунами, які працюють в генераторному режимі, поглинається рухомим складом в гальмівних резисторах.
В режимі реостатного гальмування тягові електродвигуни, як правило, відключаються від контактної мережі, а їх обмотки збудження реверсують і підключаються до незалежного джерела. Обмотки якорів в свою чергу замикаються на гальмівних резисторах. Основна перевага цього виду гальмування перед рекуперативним, полягає в його незалежності від напруги контактної мережі, оскільки споживач електричної енергії розміщений на самому рухомому складі. Завдяки цьому реостатне гальмування можна застосовувати не тільки на електровозах та електропоїздах, але і на будь-якому іншому рухомому складі з тяговими електродвигунами, наприклад на тепловозах. Також реостатне гальмування можливо застосовувати в досить великому діапазоні швидкостей, через що ним обладнано багато швидкісних поїздів (наприклад радянський ЕР200) і високошвидкісних поїздів, в тому числі електропоїзди TGV і ICE. Основний же недолік реостатного гальма — додаткова вага від устаткування (збудник, гальмівні реостати) і деяке ускладнення конструкції (хоча таке ускладнення менше, в порівнянні з рекуперативним гальмом), при тому, що відсутня економія в електроенергії.
На радянських магістральних залізницях реостатне гальмо вперше було застосоване на електровозі ПБ21 (1933), згодом його почали застосовувати і на ВЛ19. Нині реостатне гальмо активно застосовується на рухомому складі трамваїв, метрополітену, магістральних і промислових електровозах (ЧС2т, ЧС6), приміських і міжміських електропоїздах (ЕР9Т, ЕР200), а також на тепловозах (2ТЕ116, ТЕП70).
На електропоїздах постійного струму частіше використовують рекуперативно-реостатне гальмування — гібрид реостатного і рекуперативного видів гальмування.